# يوجينيو نيجري
يوجينيو نيجري (4 يونيو 1899 كاسورات بريمو إيطاليا - 10 أبريل 1976 إيطاليا) هو لاعب كرة قدم إيطالي سابق كان يلعب كلاعب وسط.